# Красная книга Республики Башкортостан
Красная книга Республики Башкортостан — перечень редких и находящихся под угрозой исчезновения видов животных и растений на территории Башкирии. 

## Описание
В 1984 году вышло первое неофициальное издание Красной книги Башкирской АССР, а в 1987 году она была переиздана с небольшими изменениями (исключено 3 и добавлено 17 видов), в состав последней вошли 184 вида высших сосудистых растений и 154 вида животных.

### Первое издание
Красная книга Республики Башкортостан имеет статус официального документа. Первое издание вышло в трех томах в 2001, 2002 и 2003 годах соответственно:
- Первый том Красной книги РБ (2001) включил в себя 232 вида редких и исчезающих высших сосудистых растений. 26 из них занесены в Красную книгу Российской Федерации.
- Второй том (2002) включил в себя 60 видов мохообразных, водорослей, лишайников и грибов. Четыре вида лишайников, пять видов грибов занесены в Красную книгу России, восемь видов — в Красную книгу мохообразных Европы.
- Третий том (2003). Обеднение фауны Башкортостана стало настолько серьезной проблемой, что специалисты решили взять под законодательную защиту редкие виды зверей и птиц. В Башкортостане законодательно защищены 112 видов животных. В третьем томе Красной книги (2003), посвящённом животным, перечислены 29 видов беспозвоночных, 7 — рыб, три — земноводных, 6 — пресмыкающихся, 49 — птиц, 18 видов млекопитающих.

В настоящее время на охраняемых природных территориях республики под защитой такие животные, как лось, марал, косуля, медведь, рысь, бобр, барсук, сурок-байбак, кабан, норка, выхухоль и некоторые другие.
За четыре века с территории Башкирии исчезли 10 видов животных, это тарпан, северный олень, сайгак, росомаха, соболь, чёрный гриф, белоголовый сип, дрофа, кудрявый пеликан, белорыбица.
Красная книга РБ охватывает не только тех животных, которые уже оказались редкими, то есть на грани исчезновения, но и тех, которые могут пополнить этот список в ближайшее время.
В Красной книге РБ описаны Правила добывания объектов животного и растительного мира, относящихся к видам, занесенным в Красную книгу Республики Башкортостан, и ответственность за нарушение этих правил.
За содержанием Красной книги РБ следит Министерство природопользования и экологии Республики Башкортостан, которое регулярно уточняет и дополняет перечень животных и растений, осуществляет переиздание книги и обновление её интернет-изданий.

### Второе издание
В 2011 году переиздан первый том Красной книги РБ «Растения и грибы». Из тома, по сравнению с изданием 2001 года, исключены: покрытосеменные — 31 вид, голосеменные — 1; папоротниковидные — 1 и 18 микроскопических водорослей.
В 2014 году переиздан том Красной книги по животным.

### Третье издание
В 2021 году вышло третье издание первого тома Красной книги куда включены 288 видов  редких и исчезающих видов растений и грибов. Второй том третьего издания подготовлен в 2024 году

## Категории статуса редкости
Категории статуса редкости видов (подвидов, популяций), занесённых в Красную книгу Республики Башкортостан, определяются по следующей шкале:
| Категория статуса редкости                  | Животные | Растения и грибы |
| ------------------------------------------- | --- | --- |
| 0 — Вероятно исчезнувшие                    | Ранее обитавшие на территории Республики Башкортостан, нахождение которых в природе не подтверждено (для беспозвоночных — в последние 100 лет, для позвоночных — в последние 50 лет)                                                                 | Известные ранее на территории Республики Башкортостан, нахождение которых в природе не подтверждено в последние 50 лет, но возможность их сохранения исключить нельзя                                                                              |
| 1 — Находящиеся под угрозой исчезновения    | Численность которых сократилась до критического уровня таким образом, что в ближайшее время они могут исчезнуть | Численность особей которых уменьшилась до такого уровня или число их местонахождений настолько сократилось, что в ближайшее время они могут исчезнуть                                                                                              |
| 2 — Сокращающиеся в численности             | С неуклонно сокращающейся численностью, которые при продолжении воздействия лимитирующих факторов могут в короткие сроки попасть в категорию находящихся под угрозой исчезновения                                                                    | С неуклонно сокращающейся численностью, которые при дальнейшем воздействии факторов, снижающих численность, могут в короткие сроки попасть в категорию находящихся под угрозой исчезновения                                                        |
| 3 — Редкие                                  | Которые имеют естественную низкую численность и (или) распространены на ограниченной территории или спорадически распространены на значительных территориях                                                                                          | С естественной малой численностью, встречающиеся на ограниченной территории или спорадически распространенные на значительных территориях, для выживания которых необходимо принятие специальных мер охраны                                        |
| 4 — Неопределённые по статусу               | Которые, вероятно, относятся к одной из предыдущих категорий, но достаточных сведений об их состоянии в природе в настоящее время нет, либо они не в полной мере соответствуют критериям всех остальных категорий                                    | Которые, вероятно, относятся к одной из предыдущих категорий, но достаточных сведений об их состоянии в природе в настоящее время нет, либо они не в полной мере соответствуют критериям других категорий, но нуждаются в специальных мерах охраны |
| 5 — Восстанавливаемые и восстанавливающиеся | Численность и распространение которых под воздействием естественных причин или в результате принятых мер охраны начали восстанавливаться и которые приближаются к состоянию, когда не будут нуждаться в срочных мерах по сохранению и восстановлению | — |